# Boca de lixo (1993)
Boca de Lixo é um filme documentário brasileiro de 1993, dirigido por Eduardo Coutinho. Apesar de ter sido lançado em 1993, sua estreia foi oficialmente registrada na Mostra Internacional de Cinema São Paulo em 1992.

## Sinopse
A rotina dos catadores que sobrevivem recolhendo dejetos no lixão de Itaoca, em São Gonçalo. O diretor entra em um ponto de escoamento no município, localizado no estado do Rio de Janeiro, com uma equipe reduzida com a intenção de dialogar com os catadores que trabalham lá. O documentário foca no estranhamento dos catadores em relação à câmera e ao entrevistador e a preocupação dos mesmos com a forma que sua imagem é mostrada, ao passo que as primeiras interações dos entrevistadores com os entrevistados é conflituosa e os trabalhadores do lixão se mostram indignados ou resistentes ao fato de serem filmados.

## Resumo
O filme começa mostrando o lixão e, em seguida, os catadores, que se mostram incomodados com a presença da equipe. Alguns cobrem os rostos, outros fogem da câmera ou fazem gestos para afastá-los. Apesar do incômodo com a câmera por parte dos catadores, cinco pessoas permitiram ser entrevistadas pelo documentarista. O modelo que se seguiu das entrevistas começava no lixão e terminava em suas residências, permitindo que os telespectadores conhecessem mais sobre a história das personagens. Alguns contaram como chegaram no momento de vida atual e outros deixavam suas indignações com as oportunidades que encontraram em suas trajetórias. Lúcia foi uma das entrevistadas, ela contou que preferia ser trabalhar no lixão do que em casa de família, sentimento esse compartilhado por outros colegas de profissão. Outra personagem marcante foi o senhor Enock, ele conta que já morou em diversas partes do Brasil e antes trabalhava como operário de obras. 

## Elenco
- Eduardo Coutinho (Ele mesmo)
- Catadores de Lixo

## Produção
Gravado no município de São Gonçalo, no Rio de Janeiro, Boca de Lixo retrata a realidade de catadores que sobrevivem do recolhimento de dejetos em um lixão em Itaoca. A equipe que Coutinho levou para o lixão era pequena, e incluía como câmera de vídeo Breno Silveira, que anos depois dirigiu grandes produções como Dois Filhos de Francisco (2005) e Entre Irmãs (2017). O início foi conturbado por conta do estranhamento dos catadores a Coutinho e à filmagem, eles não entendiam o propósito daquele filme. Uma ação que auxiliou a equipe no processo de ganho da confiança dos entrevistados foi quando Coutinho mostrou a eles as fotos reveladas deles mesmos nas filmagens. O diretor do filme, em seu método, faz as perguntas para seus entrevistados de forma provocativa e objetiva, se colocando na posição de pessoa estrangeira e não tentando amenizar suas diferenças com o universo que está retratando. Boca de Lixo se diferencia de outros documentários de Eduardo Coutinho ao deixar claro o conflito dos entrevistados diante do entrevistador e da câmera e usá-lo como material. Em um momento do documentário, um dos personagens indaga: "Que é que vocês ganham com isso? Pra ficar botando esse negócio na nossa cara?", e o diretor responde: "É pra mostrar a vida real de vocês".

## Contextualização
Eduardo Coutinho foi um cineasta brasileiro, nascido em 1933, em São Paulo. Apesar de ter começado sua carreira dirigindo ficção e escrevendo roteiro para outros cineastas, ele ficou muito reconhecido por seus documentários, se tornando referência no gênero. Com inúmeros títulos de sucesso, como Santo forte (1999), Babilônia 2000 (2000), O fim e o princípio (2005) e Jogo de cena (2007), o mais marcante em sua carreira é Cabra marcado para morrer (1984), sendo citado pela crítica entre os melhores documentários do cinema brasileiro e mundial. Uma das características fortes de Coutinho como documentarista era a forma com que ele construía seus personagens e a performance deles diante da tela. Entre 1975 e 1984, o diretor trabalhou no programa Globo Reporter. Apesar de também se utilizar do modelo documental tradicional característico do programa e grande parte das obras do gênero, marcado pela presença de um narrador-apresentador e locução em voz-off, a obra autoral de Coutinho se diferencia deste modelo. Seus filmes trazem maior evidência para os próprios protagonistas, muitas vezes sendo construídos sem a presença de qualquer tipo de locução e focando nas personagens sendo retratadas na tela, seja por seus olhares diante da câmera ou pela representação de suas rotinas e dia a dia. No caso de Boca de Lixo, especificamente, há um uso radical do próprio dispositivo documental, já que é o seu único filme para o qual não foi feita uma pesquisa previamente. Neste filme, o processo é, de maneira ainda mais forte, parte do enredo, e um de seus temas centrais.  A pesquisa de campo é feita ao vivo, enquanto o filme é gravado, e se torna material para o próprio documentário, tornando este seu documentário mais etnográfico.
Em 1992,  o Rio de Janeiro sediava a Conferência das Nações Unidas sobre Meio Ambiente e Desenvolvimento, conhecida como Eco-92. O evento recebeu delegações de 178 países e marcou o início de uma preocupação maior da sociedade com o meio ambiente. No mesmo ano, Eduardo Coutinho exibiu Boca de Lixo pela primeira vez. O filme exibe uma perspectiva diferente para os problemas ambientais sendo discutidos a partir do evento e o outro lado do descarte excessivo de lixo pela população.

## Principais prêmios e indicações
Silver Daisy Awards, Brazil 1994
- Recebeu o premio Silver Daisy de Melhor Documentário.[10]

## Referencias
1. ↑  «48ª Mostra Internacional de Cinema em São Paulo». 48ª Mostra Internacional de Cinema em São Paulo. Consultado em 17 de julho de 2025
2. ↑  AdoroCinema, Boca de Lixo, consultado em 17 de julho de 2025
3. ↑  «View of Boca de lixo: como filmar quem não quer ser filmado? / Garbage mouth: how to film who don't want to be filmed?». ojs.brazilianjournals.com.br (em inglês). Consultado em 17 de julho de 2025. Cópia arquivada em 9 de setembro de 2024
4. ↑  Ribetto, Anelice; Filé, Valter; Ribetto, Anelice; Filé, Valter (maio de 2018). «Boca de lixo: o outro, o nome e o encontro». Leitura: Teoria e Prática (73): 33–49. ISSN 2317-0972. Consultado em 22 de julho de 2025
5. ↑  «Breno Silveira». Wikipédia, a enciclopédia livre. 3 de abril de 2025. Consultado em 21 de julho de 2025
6. ↑  «View of Boca de lixo: como filmar quem não quer ser filmado? / Garbage mouth: how to film who don't want to be filmed?». ojs.brazilianjournals.com.br (em inglês). Consultado em 17 de julho de 2025. Cópia arquivada em 9 de setembro de 2024
7. ↑  «Eduardo Coutinho». Instituto Moreira Salles. Consultado em 21 de julho de 2025
8. ↑  Pereira, Cilene (2019). «O CINEMA DOCUMENTAL (POLÍTICO) DE EDUARDO COUTINHO: NARRATIVA, PERSONAGENS E MEMÓRIA». Departamento de Letras / UNINCOR. recorte– revista eletrônica. Consultado em 21 de Julho line feed character character in |título= at position 52 (ajuda); Verifique data em: |acessodata= (ajuda)
9. ↑  «Conferência ECO-92». FFLCH. 29 de junho de 2023. Consultado em 21 de julho de 2025
10. ↑  Boca de Lixo (1993) - Prêmios - IMDb, consultado em 17 de julho de 2025